# Sonia Couoh
Sonia Couoh (Nezahualcóyotl, 8 de agosto de 1983) es una actriz de cine y televisión mexicana.

## Trayectoria
EllaNació en Nezahualcóyotl, Estado de México. Es conocida por su participación en las películas La dictadura perfecta, Norteado (2009) Días de gracia, Vaho, Mi universo en minúsculas, Potosí, Las manos limpias, Dentro de uno, The Gold Mine, entre otras.
Fue nominada a la categoría de Mejor co-actuación femenina gracias a su trabajo en Norteado. En 2021 es una de las protagonistas de Nudo mixteco, ópera prima dirigida por Ángeles Cruz.

## Filmografía
- La vida es una canción (2004) - TV series- Maru
- Corazón partido (2005) TV series- Carmen
- La vida inmune (2006) Sarita

- When You Were Young (2006) - corto - Actriz principal[3]
- Polvo sois (2007) - corto
- La curiosa conquista del ampere (2008) - corto - Rosario
- Capadocia (2008) - TV series - Elsa Peña
- Casi divas (2008) - Aspirante 1
- Soy mi madre (2008) - Solana
- Norteado (2009) - Cata
- Vaho (2009) - Amalia
- Miedo (2009) - corto
- La mina de oro (2010) - corto - Novia agencia de viajes
- La nuera de Don Filemón (2010) - corto- Remigia
- Días de gracia (2011) - Esperanza
- Mi universo en minúsculas (2011) - Karina
- Lebenswelt (2012) - corto
- Casa desierta (2012) - corto - Maya
- Las manos limpias (2012) - corto - Ella
- Dentro de uno (2012) - Campesina
- Potosí (2013) - Veronica
- Jerusalén (2013) - corto - madre
- Mirar atrás (2013) - corto - Cecilia
- La dictadura perfecta (2014) - Nana Gemelas
- Yo sé que puedo (2015) - TV miniserie - Carla
- Mil capas (2015) - corto - María
- Drunk History: El Lado Borroso De La Historia (2016) - TV serie - La malinche
- Dios Inc. (2016) - TV serie - Josefa
- Un día cualquiera (2016) - TV serie - Bianca/Adela
- Hoy voy a cambiar (2017)
- Sincronía (2017) - TV serie - Aurora
- Falco (2018) - TV serie - Edna Jordán
- Rosario Tijeras (2018) - TV serie - Melva
- Nudo mixteco (2021) - largometraje - María
- Todo va a estar bien (2021) - TV series) Mujer pessero
- Guadalupe (2021) - corto - Guadalupe
- ¡Que viva México! (2023) - largometraje - Lupita[4]
- Pacto de silencio (2023) - Serie web - Rafaela[5]
- Midnight Family (2024) - Aurora[6]